# ノシャック
ノシャック（Noshaq, またはNowshak）は、アフガニスタンのバダフシャーン州にある山である。標高は7,492m。アフガニスタンの最高峰である。ヒンドゥークシュ山脈の山で、ティリチミール（7,690m）についで2番目に高い。アフガニスタンの北東部、パキスタンとの国境上に位置する。
初登頂は1960年に日本の酒井敏明と岩坪五郎によって成し遂げられた。この時は南東側の斜面からの登頂であった。冬季における初登頂は1973年にポーランドのTadeusz PiotrowskiとAndrzej Zawadaによって北面から成し遂げられ、世界初の冬季における7,000m級峰の登頂であった。